# فرمانداری نظامی آلمان در فرانسه اشغالی در جریان جنگ جهانی دوم
فرمانداری نظامی آلمان در فرانسه اشغالی در جریان جنگ جهانی دوم (به آلمانی: Militärverwaltung in Frankreich؛ به فرانسوی: Occupation de la France par l'Allemagne) یک فرمانداری موقت اشغالی بود که توسط آلمان نازی در طول جنگ جهانی دوم برای اداره منطقه‌های اشغالی در شمال و غرب فرانسه تأسیس شد. این نواحی به اصطلاح زون اوکوپه (در پارسی: منطقه اشغالی) در نوامبر ۱۹۴۲ به زون نُر (منطقه شمال) تغییر نام یافتند، و این هنگامی بود که منطقه‌های پیشتر اشغال نشده در جنوب معروف به زون لیبر (منطقه آزاد) نیز اشغال شدند و به زون سود (منطقه جنوب) تغییر نام یافتند.
نقش این فرمانداری در فرانسه تا حدی تاثیرگرفته از شرایطی بود که پس از موفقیت حمله برق‌آسای ورماخت به سقوط فرانسه و آتش‌بس دوم در کومپین منجر شد؛ در آن هنگام فرانسوی‌ها و آلمانی‌ها تصور می‌کردند که اشغال موقتی بوده و تنها تا هنگامی که بریتانیا به توافق می‌رسید، که احتمال داده می‌شد قریب‌الوقوع باشد، ادامه می‌داشت. برای نمونه، فرانسه پذیرفت تا سربازان اسیرشده‌اش تا هنگام پایان همه درگیری‌ها در اسارت جنگی باقی بمانند.
جمهوری سوم فرانسه که در جریان شکست فرانسه برچیده شده بود، جای خود را به «دولت فرانسوی» (به فرانسوی: État français) داد که حاکمیت و اقتدار آن محدود به منطقه آزاد بود. از آنجا که پاریس در منطقه اشغالی قرار داشت، دولت آن در شهر تفریحی ویشی در اوورنی مستقر شد و از این رو اغلب با عنوان فرانسه ویشی نامیده می‌شد.
در حالی که حکومت ویشی تنها در نام متولی کل فرانسه بود، اما فرمانداری نظامی در منطقه اشغالی یک دیکتاتوری دفاکتو نازی بود. حکومت نازی‌ها هنگامی به منطقه آزاد نیز گسترش یافت که در جریان عملیات انتان در ۱۱ نوامبر ۱۹۴۲، در پاسخ به عملیات مشعل و پیاده‌سازی نیروهای متفق در آفریقای شمالی فرانسه در ۸ نوامبر ۱۹۴۲، توسط آلمان و ایتالیا مورد حمله قرار گرفت. اگرچه حتی پس از اشغال توسط آلمانی‌ها دولت ویشی پابرجا بود، اما اختیارات آن به شدت محدود شد.
فرمانداری نظامی در فرانسه با آزادسازی فرانسه پس از پیاده شدن نیروهای متفق در نرماندی و پرواونس پایان یافت. این تشکیلات به‌طور رسمی از ماه مه ۱۹۴۰ تا دسامبر ۱۹۴۴ وجود داشت، اگرچه بیشتر سرزمین‌های آن توسط متفقین تا پایان تابستان ۱۹۴۴ آزاد شده بود.